# Alfred Baumann (Bergarbeiter)
Alfred Baumann (* 27. April 1900 in Niederplanitz; † 20. Oktober 1973) war ein deutscher Bergarbeiter und Politiker (SED). Er war von 1950 bis 1952 Abgeordneter und Vizepräsident des Sächsischen Landtags.

## Leben
Baumann, als Sohn eines Bergmanns in Niederplanitz im Kreis Zwickau geboren, besuchte die Volksschule, erlernte ebenfalls den Beruf des Bergmanns und arbeitete im Beruf. Er war Häuer auf der „Zeche de Wendel“ in Hamm und ab 1922 in Zwickau. Im Jahr 1923 wurde er Mitglied des Bergarbeiterverbandes. Von 1939 bis 1940 diente er in der Wehrmacht.
Nach dem Zweiten Weltkrieg arbeitete er erneut als Häuer im Zwickauer Kohlenrevier. Er wurde 1945 Mitglied der Kommunistischen Partei Deutschlands (KPD) und des Freien Deutschen Gewerkschaftsbundes (FDGB). Ab 1946 Mitglied der Sozialistischen Einheitspartei Deutschlands (SED), besuchte er die Betriebsparteischule der SED. Am 24. Oktober 1948 förderten er und Heinrich Michels als Häuer während einer Sonderschicht im Brückenberg-Schacht Zwickau je 26 Kubikmeter Kohle, was einer Leistung von 520 % der Norm entsprach. Dafür wurde er als Aktivist ausgezeichnet und ihm die Ehrenbürgerrechte der Stadt Zwickau verliehen.
Im Jahr 1949 wurde er Mitglied der SED-Landesleitung Sachsen. Am 7. Juli 1950 rückte er mit dem Mandat der SED für Otto Grotewohl in den Landtag Sachsen nach, dem er dann von November 1950 bis Juli 1952 als Mitglied der FDGB-Fraktion und Vizepräsident angehörte. Im Juli 1950 saß er im Präsidium des III. SED-Parteitags und im August 1950 wurde er zum Mitglied des Nationalrates der Nationalen Front der DDR gewählt.
Als Leiter des Kollektivs „Steinkohle“ im Karl-Marx-Werk der Steinkohlenverwaltung Zwickau, VVB Kohlenindustrie, gehörte Baumann zu den Initiatoren der Baumann-Hennecke-Schichten zur freiwilligen Normerhöhung und erhielt dafür 1950 den Nationalpreis der DDR. Nach dem Grubenunglück im VEB Steinkohlenwerk „Martin Hoop“ in Zwickau am 19. April 1952 wurde Baumann vom Ministerrat der DDR zum Leiter der Untersuchungskommission berufen.
Auf der II. Parteikonferenz der SED Anfang Juli 1952, bei der er den Delegierten den Zwickauer Plan mit Maßnahmen zur Steigerung der Arbeitsproduktivität und zur Verbesserung des Lebensniveaus durch zusätzliche Initiativen der arbeitenden Bevölkerung vorstellte, wurde er zum Kandidaten des ZK der SED gewählt, schied auf dem IV. Parteitag im April 1954 allerdings wieder aus dem ZK. Von August 1952 bis 1954 war er Abgeordneter des Bezirkstages Chemnitz bzw. Karl-Marx-Stadt. Im März 1953 gehörte er der DDR-Delegation zur Teilnahme an den Trauerfeierlichkeiten anlässlich der Beisetzung Josef Stalins an. Ab 1954 arbeitete er als Arbeitsinstrukteur in Zwickau. Er war Mitglied des Zentralvorstandes der IG Bergbau im FDGB.
Der Maler Paul Schmidt-Roller schuf 1952 das Ölgemälde Nationalpreisträger Alfred Baumann - Karl-Marx-Werk Zwickau mit dem Zwickauer Plan, das 1953 auf der 3. Deutschen Kunstausstellung in Dresden präsentiert wurde.

## Auszeichnungen und Ehrungen
- 1949 Aktivist
- 1950 Nationalpreis der DDR III. Klasse für Wissenschaft und Technik
- 1950 Ehrenbürger der Stadt Zwickau
- Von 1951 bis 1989 trug die Sportstätte der BSG Aktivist „Karl Marx“ Zwickau den Namen Alfred-Baumann-Kampfbahn.
- Von vor 1954 bis 1990 trug eine LPG in Zwickau-Planitz seinen Namen.